# بيا شيلتا
بيا شيلتا (بالنرويجية البوكمول: Pia Tjelta)‏ هي ممثلة نرويجية، ولدت في 12 سبتمبر 1977 في النرويج.

## وصلات خارجية
- بيا شيلتا على موقع IMDb (الإنجليزية)
- بيا شيلتا على موقع قاعدة بيانات الفيلم (الإنجليزية)